# Jake Clarke-Salter
Jake Liam Clarke-Salter (* 22. září 1997 Londýn) je anglický profesionální fotbalista, který hraje na pozici středního obránce za anglický klub Queens Park Rangers FC. Je také bývalým anglickým mládežnickým reprezentantem.

## Klubová kariéra

### Chelsea
K akademii Chelsea se připojil v roce 2006. S výběrem do 18 let vyhrál FA Youth Cup a Juniorskou ligu UEFA 2014/15.
Trenér José Mourinho ho s sebou vzal na předsezónní turné Chelsea do Spojených států amerických v roce 2015. Tam ovšem neodehrál ani jeden zápas a sezónu 2015/16 začal v akademii. V únoru 2016 ho trenér Chelsea Guus Hiddink připsal na soupisku prvního týmu místo zraněného Kurta Zoumy. 5. 3. 2016 se při zápase se Stoke City poprvé objevil na lavičce, do zápasu ovšem nezasáhl.

Debutu se dočkal o měsíc později, když 2. 4. 2016 během zápasu Premier League s Aston Villou v 76. minutě nahradil Pedra (výhra 4:0).

### Bristol Rovers
V srpnu 2016 byl se svým spoluhráčem z akademie, Charlie Colkettem, poslán na roční hostování do třetiligového klubu Bristol Rovers FC.

## Reprezentační kariéra
Jake Clarke-Salter nastupoval za anglickou fotbalovou reprezentaci do 18 let. Momentálně reprezentuje Anglii ve výběru do 19 let.